# Glypta antiochensis
Glypta antiochensis är en stekelart som beskrevs av Dasch 1988. Glypta antiochensis ingår i släktet Glypta och familjen brokparasitsteklar. Inga underarter finns listade i Catalogue of Life.